# Studies in Oriental Religions
Studies in Oriental Religions ist eine religionswissenschaftliche Buchreihe des Harrassowitz Verlags, die seit 1976 in Wiesbaden in unregelmäßigen Abständen erscheint und sich mit Religionen beschäftigt, die ihren Ursprung im Nahen Osten oder in der asiatischen Welt haben. Die Reihe wurde von Hans-Joachim Klimkeit und Walther Heissig begründet und gilt als eine der wichtigsten Publikationsreihen dieses Fachgebietes. Heute wird sie von Wassilios Klein und Karénina Kollmár-Paulenz herausgegeben. Ein Schwerpunkt der Reihe bildet Zentralasien, sie widmet sich aber auch vergleichenden religiösen sowie historischen Themen. Ihr Spektrum reicht von historischen Religionen wie dem Manichäismus entlang der Seidenstraße bis hin zu Aspekten der Religionen kleinerer Völker des Nahen Ostens oder des Christlichen Orients. Bislang sind über 70 Bände erschienen. Die folgende Übersicht erhebt keinen Anspruch auf Aktualität oder Vollständigkeit:

## Bände
- 72 The Yezidi religious textual tradition: from oral to written. Omarkhali, Khanna. - Wiesbaden : Harrassowitz Verlag, 2017, [1. Auflage]
- 70 Li Deyu (787–850). Höckelmann, Michael. - Wiesbaden : Harrassowitz Verlag, 2016
- 69 Religion and ethnicity in Mongolian societies. Wiesbaden : Harrassowitz, 2014
- 68 Khanna Omarkhali (Hrsg.): Religious Minorities in Kurdistan: Beyond the Mainstream. Wiesbaden : Harrassowitz, 2014
- 67 Rituale als Ausdruck von Kulturkontakt. Wiesbaden : Harrassowitz, 2013
- 66 Geschlechterpluralismus im Buddhismus. Grünhagen, Céline. - Wiesbaden : Harrassowitz, 2013
- Einheit in der Vielfalt. Franke, Edith. - Wiesbaden : Harrassowitz, 2012
- Gnostica et Manichaica. Wiesbaden : Harrassowitz, 2012
- Sehnsucht nach der Hölle? Wiesbaden : Harrassowitz, 2012
- Erzähltradierung als Interpretationsprozess. Fischer, Silke K. Yasmin. - Wiesbaden : Harrassowitz, 2011
- Religionswissenschaftliche Minoritätenforschung. Müller, Hannelore. - Wiesbaden : Harrassowitz, 2010
- 59 Jürgen Tubach, Sophia G. Vashalomidze und Armenuhi Drost-Abgarjan (Hrsg.): Sehnsucht nach dem Paradies. Paradiesvorstellungen in Judentum, Christentum, Manichäismus und Islam. Beiträge des Leucorea-Kolloquiums zu Ehren von Walther Beltz (= Studies in oriental religions. Band 59). Harrassowitz, Wiesbaden 2010, ISBN 978-3-447-06147-6.
- Der Askesediskurs in der Religionsgeschichte. Freiberger, Oliver. - Wiesbaden : Harrassowitz, 2009
- Patronage and popularisation, pilgrimage and procession. Wiesbaden : Harrassowitz, 2009
- Der christliche Orient und seine Umwelt. Wiesbaden : Harrassowitz, 2007
- Der Mensch als Spiegelbild Gottes in der Mystik Ibn ʿArabīs. Rahmati, Fateme. - Wiesbaden : Harrassowitz, 2007
- Islam und Kirgisen on tour. Mostowlansky, Till. - Wiesbaden : Harrassowitz, 2007
- Das Gaoseng-Faxian-zhuan als religionsgeschichtliche Quelle. Deeg, Max. - Wiesbaden : Harrassowitz, 2005
- Denken und Handeln des Sŏn. Kil, Hŭi-sŏng. - Wiesbaden : Harrassowitz, 2005
- Die Geschichte des uigurischen Manichäismus an der Seidenstraße. Moriyasu, Takao. - Wiesbaden : Harrassowitz, 2004
- Dôgen als Philosoph. Wiesbaden : Harrassowitz, 2002
- Religionsbegegnung und Kulturaustausch in Asien. Wiesbaden : Harrassowitz, 2002
- Zur Begegnung des japanischen Buddhismus mit dem Christentum in der Meiji-Zeit. Schrimpf, Monika. - Wiesbaden : Harrassowitz, 2001
- Der Orden in der Lehre. Freiberger, Oliver. - Wiesbaden : Harrassowitz, 2000
- Buddhistische Beichten in Indien und bei den Uiguren unter besonderer Berücksichtigung der uigurischen Laienbeichte und ihrer Beziehung zum Manichäismus. Weber, Claudia. - Wiesbaden : Harrassowitz, 1999
- Die Geschichte des Buddhismus in Ostturkestan. Litvinskij, Boris Anatol'evič. - Wiesbaden : Harrassowitz, 1999
- Kleidung und Ausrüstung islamischer Gottsucher. Wiesbaden : Harrassowitz, 1999
- Japanische Religionspolitik in der Mongolei 1932 - 1945. Narangoa, Li. - Wiesbaden : Harrassowitz, 1998
- Women and religion in Japan. Wiesbaden : Harrassowitz, 1998
- Quellentexte des japanischen Amida-Buddhismus. Wiesbaden : Harrassowitz, 1997
- Vergleichen und Verstehen in der Religionswissenschaft. Wiesbaden : Harrassowitz, 1997
- Götter im Wandel. Heissig, Walther. - Wiesbaden : Harrassowitz, 1996
- Shinrans Vorstellung von der Rettung der Menschheit. Wilhelm, Claudia. - Wiesbaden : Harrassowitz, 1996
- Studien zur sogdischen Kultur an der Seidenstrasse. Semenov, Grigorij L.. - Wiesbaden : Harrassowitz, 1996
- Wie die Schlange zum Teufel wurde. Martinek, Manuela. - Wiesbaden : Harrassowitz, 1996
- Die Symbolik von Gift und Nektar in der klassischen indischen Literatur. Stubbe-Diarra, Ira. - Wiesbaden : Harrassowitz, 1995
- König Śibi und die Taube. Meisig, Marion. - Wiesbaden : Harrassowitz, 1995
- Neureligionen: Stand ihrer Erforschung in Japan. Wiesbaden : Harrassowitz, 1995
- Nichtmuslimische Untertanen im Islam. Kallfelz, Wolfgang. - Wiesbaden : Harrassowitz, 1995
- "Vorwurf gegen Gott". Sitzler, Dorothea. - Wiesbaden : Harrassowitz, 1995
- The origin and development of early Indian contemplative practices. Crangle, Edward Fitzpatrick. - Wiesbaden : Harrassowitz, 1994
- Wesen und Eigenschaften des Buddha in der Tradition des Hīnayāna-Buddhismus. Weber, Claudia. - Wiesbaden : Harrassowitz, 1994
- Das Zeitbewusstsein der Japaner im Altertum. Tanaka, Gen. - Wiesbaden : Harrassowitz, 1993
- Die Schatzsuche als religiöses Motiv. Waltner-Kallfelz, Isolde. - Wiesbaden : Harrassowitz, 1993
- Der Stupa als Repräsentation des buddhistischen Heilsweges. Kottkamp, Heino. - Wiesbaden : Harrassowitz, 1992
- Manis kosmogonische Šābuhragān-Texte. Mani. - Wiesbaden : Harrassowitz, 1992
- Poetry as theology. Nayar, Nancy Ann. - Wiesbaden : Harrassowitz, 1992
- Schamanen und Geisterbeschwörer in der östlichen Mongolei. Heissig, Walther. - Wiesbaden : Harrassowitz, 1992
- 23 Studia Manichaica. Wiesbaden : Harrassowitz, 1992
- The names of Manichaean mythological figures. Van Lindt, Paul. - Wiesbaden : Harrassowitz, 1992
- Biblische und ausserbiblische Spruchweisheit. Wiesbaden : Harrassowitz, 1991
- Die Argumentation in den griechisch-christlichen Antimanichaica. Klein, Wassilios. - Wiesbaden : Harrassowitz, 1991
- Japanische Studien zum östlichen Manichäismus. Wiesbaden : Harrassowitz, 1991
- Heretic and hero. Almond, Philip C.. - Wiesbaden : Harrassowitz, 1989
- Japanische Studien zur Kunst der Seidenstrasse. Wiesbaden : Harrassowitz, 1988
- Chinesische Manichaica. Wiesbaden : Harrassowitz, 1987
- Synkretismus in den Religionen Zentralasiens. Wiesbaden : Harrassowitz, 1987
- Die Lichtsymbolik im Neuen Testament. Malmede, Hans H.. - Wiesbaden : Harrassowitz, 1986
- Image of the world and symbol of the creator. Finnestad, Ragnhild Bjerre. - Wiesbaden : Harrassowitz, 1985
- The nature of the archons. Gilhus, Ingvild Saelid. - Wiesbaden : Harrassowitz, 1985
- Religion und Matriarchat. Gerlitz, Peter. - Wiesbaden : Harrassowitz, 1984
- Materialien zum Schamanismus der Ewenki-Tungusen an der mittleren und unteren Tunguska. Suslov, Innokentij M. - Wiesbaden : Harrassowitz, 1983
- Studies in "Alberuni's India". Sharma, Arvind. - Wiesbaden : Harrassowitz, 1983
- Der Bildschnitzer Kaikei. Kurasawa, Masaaki. - Wiesbaden : Harrassowitz, 1982
- Zum Verhältnis von Staat und Shintô im heutigen Japan. Wiesbaden : Harrassowitz, 1981
- Die manichäische Christologie. Rose, Eugen. - Wiesbaden : Harrassowitz, 1979
- 4 Israelite religion in sociological perspective. Kimbrough, S. T. - Wiesbaden : Harrassowitz, 1978
- 3 Die rechtliche Entwicklung des Staats-Shintô in der ersten Hälfte der Meiji-Zeit. Lokowandt, Ernst. - Wiesbaden : Harrassowitz, 1978
- 2 Das antike Judentum in christlicher Sicht. Hoheisel, Karl. - Wiesbaden : Harrassowitz, 1978
- 1 Die Stellung der Frau im Shintô. Okano, Haruko. - Wiesbaden : Harrassowitz, 1976